# Clossiana ingens
Clossiana ingens är en fjärilsart som beskrevs av Barnes och Mcdunnough 1918. Clossiana ingens ingår i släktet Clossiana och familjen praktfjärilar. Inga underarter finns listade i Catalogue of Life.